# قفسه کتابخانه

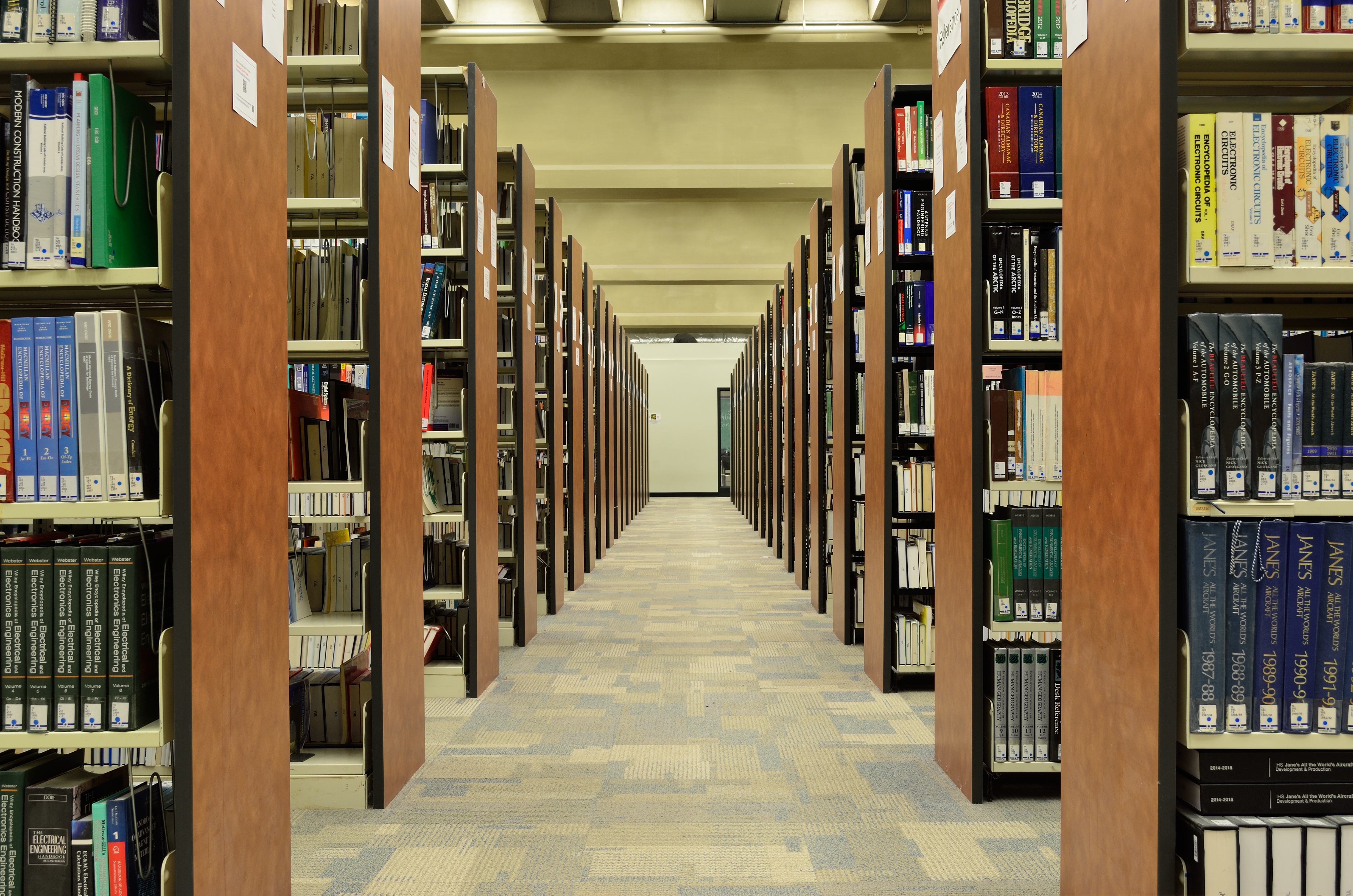
قفسه‌های کتاب که به موازات هم قرار داده شده‌اند

کتابخانه‌ها از نظر قفسه‌بندی انواع گوناگونی دارند. که سه نوع «قفسه بسته» و «قفسه باز» و «قفسه نشریات» از معمول‌ترین این شیوه‌ها در قفسه بندی است.
در شیوهٔ قفسه بسته، مراجعه‌کننده برای دست یابی به کتاب مورد نظر خود باید به برگه‌دان رجوع کند و با یافتن برگهٔ مورد نظر که به صورت موضوعی، به نام مؤلف یا عنوان کتاب مرتب شده است، کتاب را تحویل بگیرد. در این نوع قفسه با یادداشت کردن شماره سمت راست و تحویل به کتابدار می‌توان ان را دریافت کرد. مکان به‌کارگیری این نوع قفسه بندی معمولاً در کتابخانه‌های دانشکده‌ای، دانشگاهی و تخصصی می‌باشد.
در شیوهٔ قفسه باز، مراجعه‌کننده مستقیماً به قفسهٔ کتاب‌ها که به صورت موضوعی مرتب شده‌اند مراجعه می‌کند و کتاب مورد نظر را برمی‌دارد.
قفسهٔ نشریات چون مراجعه کنندهٔ بیشتری نسبت به سایر قفسه‌ها دارد باید حداقل فاصلهٔ بین قفسه‌های آن ۱۲۰ سانتی‌متر باشد.